# Ramen
El ramen (en japonès: 拉麺 o ラーメン; pronunciat aproximadament  [ɺaːmeɴ] (?·pàg.)) és una sopa de fideus japonesa. Es creu que és la versió japonesa de la sopa de fideus xinesa la mian (xinès tradicional: 拉麵, xinès simplificat: 拉面, pinyin: lāmiàn).
Bàsicament, són fideus bullits en aigua, servits en un brou, per ser coberts amb alguna varietat de gu (具). Molt diferent era el plat original xinès, la mian, que se semblava una mica més a l'espagueti i se servia sol amb salsa. El ramen s'ha integrat amb tanta força dins la gastronomia japonesa que a Taiwan es considera un producte netament japonès.
S'acostuma a menjar en establiments de menjar ràpid, en parades ambulants i també a casa. És un dels aliments més assequibles.

## Ingredients
Els ingredients més importants del ramen són: men (麺) (fideu), sopa i gu (cobertura).

### Fideu
El fideu es fa bàsicament amb farina de blat, aigua, sal i kansui. El kansui és aigua que conté altes concentracions de carbonat de potassi, carbonat de sodi i una lleugera quantitat d'àcid fosfòric. Fa que el ramen agafi un color groguenc. Alguns cops s'utilitza ou en comptes de kansui.

### Sopa
Encara que molts consideren que el més important del ramen és el tipus de fideu, la manera més fàcil de destriar les variants és pel brou en què es posa la pasta. Les més característiques es descriuen aquí:
- Shōyu (醤油, literalment salsa de soia): Considerada la més japonesa. És un brou de pollastre, on s'hi afegeixen un parell de cullerades de salsa de soia espessa un cop servida. Tradicionalment, després s'hi afegeix rayu (ラー油) que és bitxo amb oli de sèsam.

- Tonkotsu (豚骨, literalment ossos de porc): És un brou basat en el porc, que té força cos i contingut en greix. Generalment és de color blanc. Originari del nord de Kyūshū.

- Miso (味噌): Creat a Sapporo el 1955. Es cuina generalment a base de pollastre, i es barreja amb alguna varietat de sopa de miso quan se serveix. A Kanto és comú d'afegir-hi una cullerada de mantega.

- Shio (塩, literalment sal): La més simple de totes les varietats, i en què es veu de manera més clara la influència xinesa. Es considera molt popular a Hokkaidō. La sopa és transparent i el sabor és més directe.

### Gu (具)
En realitat gairebé qualsevol cosa es pot servir com a cobertura, i una bona part de les vegades es deixa a la discreció del client.
Les tries més comunes són ous bullits, menma o shinachiku (支那竹, branca de bambú tendra adobada), nori, wakame, chashū (叉焼 o 焼豚, rodanxes de porc rostit), negi (ceba d'hivern), naruto kamabuko i darrerament kimchi i verdures bullides.